# Бухарестский государственный цирк
Бухарестский государственный цирк (рум. Circul de Stat din București) — здание в Бухаресте, в котором располагается «Цирк Глобус».
Цирк построен в 1960—1961 по планам архитекторов Николая Порумбеску, Николая Прунку и Константина Руля. Здание является результатом концепции поддержки культуры кварталов рабочих и создания рекреационных пространств, принятых социалистическим режимом в Румынии. В 2010 году цирк был объявлен Министерством культуры Румынии историческим памятником (код B-II-m-A-20964). В здании цирка размещен «Цирк Глобус».
В здании цирка ежегодно проводятся соревнования по снукеру.